# Calle del Empedrat
La Calle del Empedrat es una calle singular y característica del pueblo de Anglés (provincia de Gerona, Cataluña, España) catalogada en el Inventario del Patrimonio Arquitectónico de Cataluña.

## Descripción
Nos encontramos ante una calle con una pendiente bastante acentuada y pronunciada, que permite el acceso directo a uno de los puntos neurálgicos de la villa, como es el Barrio antiguo. Y es que a través de él, accedemos a la calle de Avall y posteriormente en la plaza mayor, antiguo patio de armas del castillo.
En la calle conviven dos naturalezas constructivas propias de dos momentos históricos diferentes.
Por un lado tenemos las construcciones de época medieval, en la que se observan tres tipologías evidentes: casas medievales, centros góticos y casas medievales transformadas. Las tres se caracterizan por una serie de disparos. Las casas medievales suelen disponer de planta baja más uno o dos pisos superiores, y a menudo también buhardilla. La fachada varía según la anchura, pero siempre domina el pleno sobre el vacío (ventanas pequeñas y enmarcadas de piedra). La puerta normalmente es de medio punto y hecha con piedra de río. En segundo lugar tenemos los casales góticos, que constan de planta baja más dos pisos superiores. Normalmente la composición es simétrica, con portales adintelados y ventanales con arcos lobulados y dinteles grabados. Suelen superar los 9 metros de ancho y tienen tres ejes de composición. Finalmente encontramos las casas medievales transformadas, que como su nombre bien indica éstas han experimentado una reordenación de la fachada buscando más luz, con apertura o transformación de ventanas preexistentes en balcones.
Por otra parte, a pesar de la pervivencia de elementos medievales concentrados en los diferentes viviendas, a lo largo de la calle también afloran ampliamente muchas construcciones de época contemporánea, tanto del siglo XIX como de nueva construcción, las cuales se han traducido sobre todo en formato de casas adosadas y unifamiliares, con el objetivo de aprovechar al máximo el espacio físico disponible.
De entre las múltiples construcciones que se reúnen a lo largo de la calle, hay que destacar especialmente Can Vilaró. Un enorme casa que a pesar de haber experimentado varias intervenciones, por otra parte necesarias para su preservación, en él pervive y se respira esta cultura de corte medieval.

## Historia
A la altura de la calle Empedrado encontramos uno de los accesos actuales en el barrio viejo de Anglés.
Hasta finales del siglo XIX, la villa de Anglés no empezó a cambiar radicalmente su estructura urbanística. Los cambios tienen que ver sobre todo, aunque no afecten especialmente al casco antiguo, con la instalación de la industria textil. La antigua Puebla comenzó a crecer alrededor del castillo de los Cabrera, documentado al menos desde principios del siglo XIII. Aprovechando la seguridad que ofrecía el recinto fortificado, construyeron su residencia numerosos artesanos y comerciantes, que se establecieron en torno a sus e instituciones como la notaría y la alcaldía, o de tiendas como la gabela, la carnicería y la panadería, que dependían del señor del castillo. Además del recinto del Castillo, existía un baluarte externo donde actualmente está la iglesia.
Durante el siglo XV Anglés se convirtió en uno de los puntos de resistencia remensa y, junto con los desperfectos producidos por los terremotos, se efectuaron algunos cambios en la estructura del castillo. Durante el siglo XVI, época de crecimiento demográfico en la zona, ya estaban formadas las calles de Avall, la calle de Dalt (actual Calle Mayor) y el barrio del castillo.
Fue durante el siglo XIX que se abrieron los accesos a la antigua puebla por la subida de Grau y por la Calle del Empedrat, abriendo la peña que cerraba el castillo en su parte noreste y destruyendo algunas cerraduras de la muralla. Este nuevo acceso al centro hizo secundaria la entrada tradicionalmente principal por la Calle del Molí, y se tapó el portal de San Miquel. [1]
La calle del Empedrat, que en el momento de su apertura significó un acceso directo importante entre el núcleo viejo del pueblo y la antigua carretera que iba a Gerona, fue empedrado por primera vez en el año 1922.